# Ksenija Pajić
Ksenija Pajić (* 30. Juni 1961 in Rijeka, SFR Jugoslawien) ist eine kroatische Schauspielerin.

## Leben
Ksenija Pajić ist vor allem für ihre Rollen in mehreren kroatischen Telenovelas bekannt. In der ersten kroatischen Telenovela Villa Maria verkörperte sie als Ana Jurak die Mutter der weiblichen Hauptrolle. Genauso in der nachfolgenden Telenovela Ljubav u zaleđu als Ksenija Fišer. Des Weiteren wirkte sie seit den 1980ern in über 30 weiteren Film- und Fernsehproduktionen mit.

## Filmografie

### Fernsehauftritte
- 1986–1987: Smogovci
- 2002: Novo doba
- 2004–2005: Villa Maria
- 2005–2006: Ljubav u zaleđu
- 2006–2007: Obični ljudi
- 2007: Zauvijek susjedi
- 2007–2008: Ponos Ratkajevih
- 2008–2009: Sve će biti dobro
- 2009–2010: Luda kuća
- 2010–2011: Najbolje Godine
- 2013–2014: Tajne
- 2014–2015: Vatre ivanjske
- 2015: Crno-bijeli svijet
- seit 2017: Čista ljubav

### Filmrollen
- 1999: Marschall Titos Geist